# Bún bung
Bún bung là một món ăn dân dã của người Hà Nội, Thái Bình. Món ăn này gồm "bún" (bún rối hoặc bún lá) và "bung" là một món nước dùng để chan. Nước dùng này được nấu bằng sườn lợn, dọc mùng, mỡ nước, hành hoa, mẻ và các gia vị mắm muối. Ở Thái Bình người ta nấu bún bung hoa chuối.